# Ухехе
Ухехе е обширно плато в централната част на Танзания, заемащо югоизточната периферия на Източноафриканското плато. Представлява кристалинен хорстов масив, разположен между грабените на реките Голяма Руаха (ляв приток на Руфиджи) на северозапад и север и Киломберо (лява съставяща на Руфиджи) на югоизток. На югозапад чрез седловина, висока около 1600 m, се свързва с планината Ливингстън (Кипенгере). Дължината на платото от североизток на югозапад е около 220 km, а ширината му – до 120 km. Най-високите части се намират на север (2454 m) и на югоизток – връх Чуге (2142 m). От него водят началото си десните притоци на Голяма Руаха (Ндембера, Малка Руаха, Лукоса и др.) и левите притоци на Киломберо. Склоновете и самото плато са покрити предимно със сухи листопадни тропични редки гори.